# Lola LC88
La Lola LC88 è una monoposto da Formula 1 costruita dalla britannica Lola e utilizzata dalla scuderia francese Larrousse per partecipare al campionato mondiale di Formula 1 1988.

## Tecnica
La vettura venne sviluppata da Chris Murphy e ne vennero costruiti cinque esemplari. Come propulsore impiegava un Ford Cosworth DFZ 3.5 V8 gestito da un cambio Hewland FGC a cinque velocità, mentre il telaio era del tipo monoscocca realizzato in fibra di carbonio.

## Attività sportiva
Come piloti vennero ingaggiati Yannick Dalmas (sostituito nelle ultime due gare da Aguri Suzuki prima e da Pierre-Henri Raphanel poi) e Philippe Alliot. Il 1988 fu un anno di transizione, nel quale il team, ancora equipaggiato con motori Cosworth, attese l'arrivo, per la stagione successiva, di un motore V12 fornito dalla Lamborghini, insieme al bando dei motori turbo; a settembre fu inoltre ingaggiato come progettista Gérard Ducarouge, proveniente dalla Lotus. Il miglior risultato furono due settimi posti ottenuti da Dalmas; il team chiuse la stagione senza marcare punti.